# Ahmed Ramadan
Ahmed Ramadan Abdou Mohamed, meglio noto come Beckham (in arabo أحمد رمضان‎?; 23 marzo 1997), è un calciatore egiziano, difensore dell'Al-Ahly in prestito dal Ceramica Cleopatra.

## Statistiche

### Presenze e reti nei club
Statistiche aggiornate al 24 giugno 2025.
| Stagione                  | Squadra                   | Campionato                | Campionato | Campionato | Coppe nazionali | Coppe nazionali | Coppe nazionali | Coppe continentali | Coppe continentali | Coppe continentali | Altre coppe  | Altre coppe | Altre coppe | Totale | Totale |
| Stagione                  | Squadra                   | Comp                      | Pres       | Reti       | Comp            | Pres            | Reti            | Comp               | Pres               | Reti               | Comp         | Pres        | Reti        | Pres   | Reti   |
| ------------------------- | ------------------------- | ------------------------- | ---------- | ---------- | --------------- | --------------- | --------------- | ------------------ | ------------------ | ------------------ | ------------ | ----------- | ----------- | ------ | ------ |
| 2014-2015                 | Al-Ahly                   | PL                        | 0          | 0          | CE              | 1               | 0               | CCL+CC             | 0                  | 0                  | SE+SA        | 0           | 0           | 1      | 0      |
| 2015-2016                 | Haras El-Hodood           | PL                        | 21         | 1          | CE              | 1               | 0               | -                  | -                  | -                  | -            | -           | -           | 22     | 1      |
| 2016-2017                 | Al-Ahly                   | PL                        | 1          | 0          | CE              | 0               | 0               | CCL                | 0                  | 0                  | SE           | 0           | 0           | 1      | 0      |
| 2017-2018                 | Al-Ahly                   | PL                        | 1          | 0          | CE              | 0               | 0               | ACC+CCL            | 0                  | 0                  | SE           | 0           | 0           | 1      | 0      |
| 2018-2019                 | Wadi Degla                | PL                        | 24         | 0          | CE              | 2               | 0               | -                  | -                  | -                  | -            | -           | -           | 26     | 0      |
| 2019-2020                 | Wadi Degla                | PL                        | 30         | 2          | CE              | 2               | 0               | -                  | -                  | -                  | -            | -           | -           | 32     | 2      |
| Totale Wadi Degla         | Totale Wadi Degla         | Totale Wadi Degla         | 54         | 2          |                 | 4               | 0               |                    | -                  | -                  |              | -           | -           | 58     | 2      |
| 2020-2021                 | Al-Ahly                   | PL                        | 11         | 0          | CE              | 2               | 0               | CCL                | 5                  | 0                  | SE+SA+Cmc    | 0           | 0           | 18     | 0      |
| 2021-2022                 | Smouha                    | PL                        | 27         | 1          | CE+CdL          | 2+2             | 0               | -                  | -                  | -                  | -            | -           | -           | 31     | 1      |
| 2022-2023                 | Ceramica Cleopatra        | PL                        | 30         | 1          | CE+CdL          | 1+1             | 0               | -                  | -                  | -                  | -            | -           | -           | 32     | 1      |
| 2023-2024                 | Ceramica Cleopatra        | PL                        | 28         | 1          | CE+CdL          | 0+3             | 0               | -                  | -                  | -                  | SE           | 2           | 0           | 33     | 1      |
| 2024-giu. 2025            | Ceramica Cleopatra        | PL                        | 14+7       | 0+1        | CE+CdL          | 2+1             | 0               | -                  | -                  | -                  | SE           | 1           | 0           | 25     | 1      |
| Totale Ceramica Cleopatra | Totale Ceramica Cleopatra | Totale Ceramica Cleopatra | 79         | 3          |                 | 8               | 0               |                    | -                  | -                  |              | 3           | 0           | 90     | 3      |
| giu. 2025                 | Al-Ahly                   | PL                        | -          | -          | CE+CdL          | -               | -               | CCL                | -                  | -                  | SE+SA+CI+Cmc | 0+0+0+2     | 0           | 2      | 0      |
| Totale Al-Ahly            | Totale Al-Ahly            | Totale Al-Ahly            | 13         | 0          |                 | 3               | 0               |                    | 5                  | 0                  |              | 2           | 0           | 23     | 0      |
| Totale carriera           | Totale carriera           | Totale carriera           | 194        | 7          |                 | 20              | 0               |                    | 5                  | 0                  |              | 5           | 0           | 124    | 7      |

### Cronologia presenze e reti in nazionale
| Cronologia completa delle presenze e delle reti in nazionale ― Egitto | Cronologia completa delle presenze e delle reti in nazionale ― Egitto | Cronologia completa delle presenze e delle reti in nazionale ― Egitto | Cronologia completa delle presenze e delle reti in nazionale ― Egitto | Cronologia completa delle presenze e delle reti in nazionale ― Egitto | Cronologia completa delle presenze e delle reti in nazionale ― Egitto | Cronologia completa delle presenze e delle reti in nazionale ― Egitto | Cronologia completa delle presenze e delle reti in nazionale ― Egitto |
| Data                                                                  | Città                                                                 | In casa                                                               | Risultato                                                             | Ospiti                                                                | Competizione                                                          | Reti                                                                  | Note                                                                  |
| --------------------------------------------------------------------- | --------------------------------------------------------------------- | --------------------------------------------------------------------- | --------------------------------------------------------------------- | --------------------------------------------------------------------- | --------------------------------------------------------------------- | --------------------------------------------------------------------- | --------------------------------------------------------------------- |
| 14-6-2023                                                             | Marrakech                                                             | Guinea                                                                | 1 – 2                                                                 | Egitto                                                                | Qual. Coppa d'Africa 2023                                             | -                                                                     | 67’ 68’                                                               |
| 18-6-2023                                                             | Il Cairo                                                              | Egitto                                                                | 3 – 0                                                                 | Sudan del Sud                                                         | Amichevole                                                            | -                                                                     | 46’                                                                   |
| 12-9-2023                                                             | Il Cairo                                                              | Egitto                                                                | 1 – 3                                                                 | Tunisia                                                               | Amichevole                                                            | -                                                                     | 70’                                                                   |
| 6-9-2024                                                              | Il Cairo                                                              | Egitto                                                                | 3 – 0                                                                 | Capo Verde                                                            | Qual. Coppa d'Africa 2025                                             | -                                                                     | 79’                                                                   |
| 15-11-2024                                                            | Praia                                                                 | Capo Verde                                                            | 1 – 1                                                                 | Egitto                                                                | Qual. Coppa d'Africa 2025                                             | -                                                                     | 85’                                                                   |
| 19-11-2024                                                            | Il Cairo                                                              | Egitto                                                                | 1 – 1                                                                 | Botswana                                                              | Qual. Coppa d'Africa 2025                                             | -                                                                     | 59’                                                                   |
| Totale                                                                |                                                                       | Presenze                                                              | 6                                                                     |                                                                       | Reti                                                                  | 0                                                                     |                                                                       |

| Cronologia completa delle presenze e delle reti in nazionale ― Egitto olimpica | Cronologia completa delle presenze e delle reti in nazionale ― Egitto olimpica | Cronologia completa delle presenze e delle reti in nazionale ― Egitto olimpica | Cronologia completa delle presenze e delle reti in nazionale ― Egitto olimpica | Cronologia completa delle presenze e delle reti in nazionale ― Egitto olimpica | Cronologia completa delle presenze e delle reti in nazionale ― Egitto olimpica | Cronologia completa delle presenze e delle reti in nazionale ― Egitto olimpica | Cronologia completa delle presenze e delle reti in nazionale ― Egitto olimpica |
| Data                                                                           | Città                                                                          | In casa                                                                        | Risultato                                                                      | Ospiti                                                                         | Competizione                                                                   | Reti                                                                           | Note                                                                           |
| ------------------------------------------------------------------------------ | ------------------------------------------------------------------------------ | ------------------------------------------------------------------------------ | ------------------------------------------------------------------------------ | ------------------------------------------------------------------------------ | ------------------------------------------------------------------------------ | ------------------------------------------------------------------------------ | ------------------------------------------------------------------------------ |
| 22-7-2021                                                                      | Sapporo                                                                        | Egitto olimpica                                                                | 0 – 0                                                                          | Spagna olimpica                                                                | Olimpiadi 2020 - 1º turno                                                      | -                                                                              | 93’                                                                            |
| Totale                                                                         |                                                                                | Presenze                                                                       | 1                                                                              |                                                                                | Reti                                                                           | 0                                                                              |                                                                                |

## Palmarès

### Club

#### Competizioni nazionali
- Campionato egiziano: 2

Al-Ahly: 2016-2017, 2017-2018
- Coppa di Lega egiziana: 3

Ceramica Cleopatra: 2022-2023, 2023-2024, 2024-2025

#### Competizioni internazionali
- Supercoppa CAF: 1

Al-Ahly: 2021
- CAF Champions League:

Al-Ahly: 2020-2021

### Nazionale
- Coppa d'Africa Under-23: 1

2019